# Грищенко Галина Анатоліївна
Галина Анатоліївна Гри́щенко (нар. 25 лютого 1952, Урджар) — українська майстриня художнього текстилю; член Спілки дизайнерів України з 1983 року.

## Біографія
Народилася 25 лютого 1952 року в селі Урджарі (нині Абайська область, Казахстан). 1977 року закінінчила Москласький текстильний інститут, де навчалася у В. Козлова, Г. Манізера.
Упродовж 1977—1995 років працювала на Дарницькому шовковому комбінаті у Києві.

## Творчість
Авторка малюнків для шовкових тканин, фактурних композицій, колажів, текстильних об'єктів. Декорує інтер'єри за допомогою творів текстилю, гобеленів (батик, колаж, авторська техніка). Удосконалила і застосовує техніку батика для створення ексклюзивного жіночого одягу та аксесуарів. Серед робіт:
- хустка «Під горою» (1986);
- блуза (1993);
- декоративні панно:
  - «Пектораль» (1997);
  - «Священна тварина» (1997);
- диптих «Марії Приймаченко присвячується» (1999);
- «Ляльки» (2003);
- «Качки на снігу» (2004).

Брала участь у республіканських, всесоюзних і міжнародних мистецьких виставках з 1977 року. Персональні виставки відбулися у Києві у 1994, 1996, 1998, 2000, 2002, 2004 роках.